# Musca melanopis
Musca melanopis är en tvåvingeart som först beskrevs av Gmelin 1790.  Musca melanopis ingår i släktet Musca och familjen vapenflugor. Inga underarter finns listade i Catalogue of Life.